# Pipistrel Alpha Trainer
Pipistrel Alpha Trainer je slovensko lahko enomotorno šolsko športno letalo, načrtovano in izdelano pri podjetju Pipistrel. 

## Oblikovanje
Letalo je načrtovano v skladu z ameriškimi predpisi o lahkih športnih letalih LSA Light Sport Aircraft. Ima vzporedno dva sedeža, visoko krilo, tricikel podvozje in batni motor Rotax 912. 

## Posebnosti
Letalo je zelo lahko, zgrajeno iz kompozitnih materialov in ima posebej za šolanje prirejeno podvozje. Za večjo varnost ima vgrajeno tudi balistično padalo. Instrumenti v kabini so klasični prikazovalniki, ki so cenejši in bolj primerni za šolanje; nima vgrajenega steklenega kokpita. Načrtovan je kot poceni šolsko letalo in naj bi zagotavljal nizke stroške uporabe. Cena za letalo je US$ 85,000, kar je precej manj kot podobna Cessna 162, ki je naprodaj za US$149,000. Poraba goriva je nizka, 9.5 litra na uro (2.5 ameriške galone na uro). 

## Tehnične specifikacije
Generalne karakteristike:
- Posadka: 2
- Dolžina: 6.5 m
- Razpon krila: 10.5 m
- Višina: 2.05 m
- Teža praznega letala: 279 kg
- Maks. vzletna teža: 550 kg
- Motor: 1 ×  Rotax 912UL 4-cilindrični, 4-taktni vodno hlajeni, 80 hp (60 kW)
- Kapaciteta goriva: 50 l
- Prtljaga: 10 kg

Sposobnosti:
- Neprekoračljiva hitrost: 250 km/h
- Potovalna hitrost: 201 km/h
- Hitrost izgube vzgona: 68 km/h
- Dolet: 600 km
- Največja višina: 5500 m
- Hitrost vzpenjanja: 6.2 m/sec